# 普通の日々
「普通の日々」（ふつうのひび）は、エレファントカシマシの27枚目のシングル。2002年2月27日に東芝EMI/FAITHFUL.から発売。

## 概要
アルバム『ライフ』先行シングル。「普通の日々」の作詞はプロデューサーである小林武史と共同。C/Wの「ハローNew York!」は長らく当メディアのみの収録だったが、2009年に発売された『エレカシ 自選作品集 EMI 胎動記』に収録された。

## 収録曲
1. 普通の日々（4：33）
  - 作詞：宮本浩次・小林武史
  - 作曲：宮本浩次
  - 編曲：エレファントカシマシ
2. ハローNew York!（4：36）
  - 作詞・作曲：宮本浩次
  - 編曲：宮本浩次・小林武史